# NRK1
NRK1 hlavní kanál společnosti Norsk rikskringkasting (NRK). Zkušební vysílání započalo dne 12. ledna 1954, pravidelné zkušební vysílání dne 13. dubna 1958 a pravidelné vysílání v 20. srpnu 1960. Je nejstarším a největším televizním kanálem v Norsku. Dříve byl známý jen jako NRK, později byl ale přejmenován na NRK1, proto aby se odlišil od sesterského kanálu NRK2, která vysílá od roku 1996.
Kromě vlastní tvorby vysílá významné množství anglickojazyčných pořadů ze Spojených států, Velké Británie a Austrálie. Zpravodajský program se jmenuje Dagsrevyen.
V roce 2010 bylo zahájeno vysílání NRK HD v rozlišení 720p. NRK HD byl nastaven tak, aby jeho prvním oficiálním přenosem bylo slavnostního zahájení Zimních olympijských her 2010 ve Vancouveru, ale prvním přenosem byl ve skutečnosti Super Bowl XLIV, z 7. února roku 2010.

## Loga

1. září 1996 až 2. října 2000
2. října 2000 až 11. října 2011
od 11. října 2011
logo NRK 1 HD